# Bolitophila recurva
Bolitophila recurva är en tvåvingeart som beskrevs av Garrett 1925. Bolitophila recurva ingår i släktet Bolitophila och familjen smalbensmyggor.
Artens utbredningsområde är Alberta. Inga underarter finns listade i Catalogue of Life.